# Рёмер (лунный кратер)
Кратер Рёмер (лат. Römer) — крупный древний ударный кратер в юго-западной части Таврских гор на видимой стороне Луны. Название присвоено в честь датского астронома Оле Рёмера (1644—1710) и утверждено Международным астрономическим союзом в 1935 году. Образование кратера относится к коперниковскому периоду.
На своей карте Луны астрономом Хью Перси Уилкинс неофициально назвал кратер «Ататюрк» в честь Мустафы Кемаля Ататюрка, возможно, из-за того, что Таврские горы (или Торос-Даглари на турецком языке) расположены в Турции.

## Описание кратера

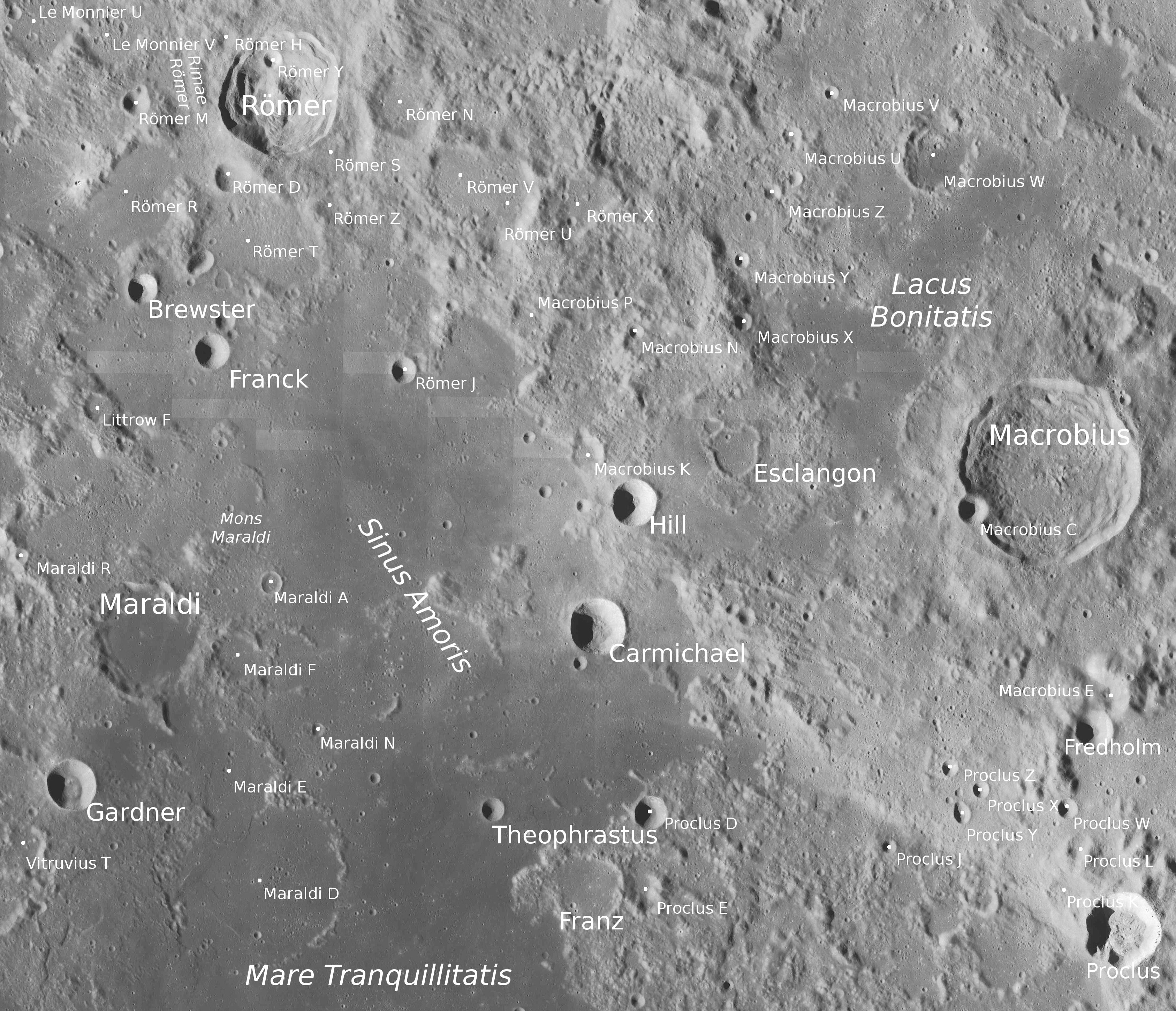
Окрестности кратера Рёмер. Снимок зонда Lunar Reconnaissance Orbiter.

Ближайшими соседями кратера Рёмер являются кратер Лемонье на западе-северо-западе; кратер Шакорнак на северо-западе; кратер Кирхгоф на севере-севере-востоке; кратер Хилл на юго-востоке и кратеры Брюстер и Франк на юге-юго-западе. На западе вдоль кратера проходят борозды Рёмера; на юге расположен Залив Любви. Селенографические координаты центра кратера 25°26′ с. ш. 36°25′ в. д. / 25,43° с. ш. 36,41° в. д., диаметр 43,7 км, глубина 3500 м.
Кратер имеет полигональную форму и практически не разрушен. Вал с чётко очерченной острой кромкой, восточная часть вала несколько спрямлена. Внутренний склон вала террасовидной структуры. Высота вала над окружающей местностью достигает 1020 м, объем кратера составляет приблизительно 1100 км³. Дно чаши пересечённое, в северной части чаши расположен приметный чашеобразный сателлитный кратер Рёмер Y. В центре чаши расположен массивный округлый пик диаметром 13 км и высотой 2 км.
Кратер Рёмер включён в список кратеров с яркой системой лучей Ассоциации лунной и планетарной астрономии (ALPO) и относится к числу кратеров, в которых зарегистрированы температурные аномалии во время затмений. Объясняется это тем, что подобные кратеры имеют небольшой возраст и скалы не успели покрыться реголитом, оказывающим термоизолирующее действие.

## Сателлитные кратеры
| Рёмер | Координаты                                            | Диаметр, км |
| ----- | ----------------------------------------------------- | ----------- |
| A     | 28°06′ с. ш. 37°08′ в. д. / 28,1° с. ш. 37,13° в. д.  | 34,8        |
| B     | 28°30′ с. ш. 38°07′ в. д. / 28,5° с. ш. 38,11° в. д.  | 22,5        |
| C     | 27°40′ с. ш. 37°04′ в. д. / 27,66° с. ш. 37,06° в. д. | 7,2         |
| D     | 24°31′ с. ш. 35°49′ в. д. / 24,51° с. ш. 35,81° в. д. | 12,1        |
| E     | 28°29′ с. ш. 39°11′ в. д. / 28,48° с. ш. 39,18° в. д. | 30,8        |
| F     | 27°11′ с. ш. 37°15′ в. д. / 27,19° с. ш. 37,25° в. д. | 23,2        |
| G     | 26°49′ с. ш. 36°14′ в. д. / 26,82° с. ш. 36,24° в. д. | 14,7        |
| H     | 25°57′ с. ш. 35°43′ в. д. / 25,95° с. ш. 35,72° в. д. | 6,5         |
| J     | 22°23′ с. ш. 37°57′ в. д. / 22,38° с. ш. 37,95° в. д. | 8,5         |
| M     | 25°17′ с. ш. 34°37′ в. д. / 25,29° с. ш. 34,61° в. д. | 9,1         |
| N     | 25°19′ с. ш. 37°58′ в. д. / 25,31° с. ш. 37,97° в. д. | 25,5        |
| P     | 26°32′ с. ш. 39°49′ в. д. / 26,54° с. ш. 39,81° в. д. | 59,4        |
| R     | 24°09′ с. ш. 34°27′ в. д. / 24,15° с. ш. 34,45° в. д. | 52,6        |
| S     | 24°55′ с. ш. 36°47′ в. д. / 24,91° с. ш. 36,79° в. д. | 43,0        |
| T     | 23°49′ с. ш. 36°10′ в. д. / 23,82° с. ш. 36,17° в. д. | 44,7        |
| U     | 24°17′ с. ш. 39°09′ в. д. / 24,28° с. ш. 39,15° в. д. | 27,2        |
| V     | 24°26′ с. ш. 38°38′ в. д. / 24,43° с. ш. 38,64° в. д. | 26,7        |
| W     | 26°26′ с. ш. 40°25′ в. д. / 26,44° с. ш. 40,41° в. д. | 6,1         |
| X     | 24°17′ с. ш. 40°07′ в. д. / 24,29° с. ш. 40,12° в. д. | 23,9        |
| Y     | 25°46′ с. ш. 36°19′ в. д. / 25,76° с. ш. 36,31° в. д. | 6,2         |
| Z     | 24°08′ с. ш. 37°03′ в. д. / 24,13° с. ш. 37,05° в. д. | 11,6        |

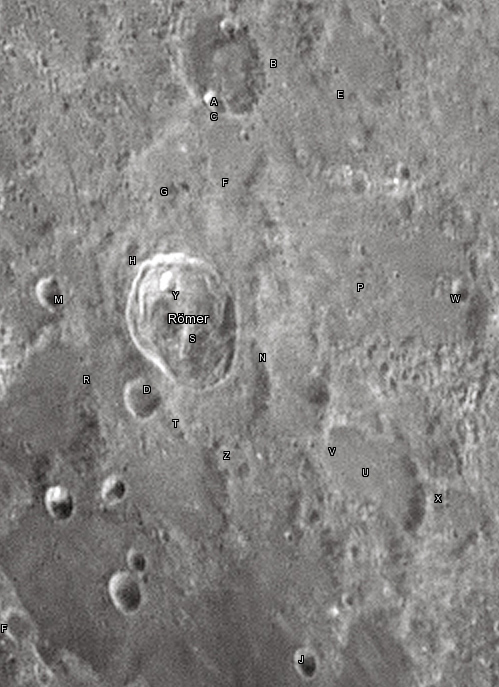
Снимок Девида Кемпбелла

- Сателлитный кратер Рёмер K в 1973 году переименован Международным астрономическим союзом в кратер Франк.
- Сателлитный кратер Рёмер L в 1976 году переименован Международным астрономическим союзом в кратер Брюстер.
- Образование сателлитного кратера Рёмер A относится к нектарскому периоду[2].

## Галерея

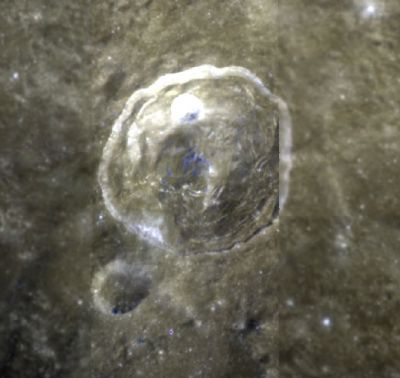
Снимок кратера с борта зонда Clementine.